# Tecnico del suono

Tecnico del suono al controllo della registrazione audio durante una ripresa di un film su pellicola magnetica cinematografica del 1956

Il tecnico del suono o fonico è una figura professionale che si occupa della gestione dell'audio in ogni attività o evento che preveda l'utilizzo di microfoni, mixer, diffusori acustici, registratori ecc.

## Audiovisivo
Nell'ambito del cinema e della produzione audiovisiva, per esempio, il fonico si occupa della gestione dei dialoghi, dei rumori, dei suoni in generale, durante la produzione (presa diretta) e la post-produzione.
Esistono varie tipologie di fonico cinematografico:
- Fonico di presa diretta, responsabile della registrazione dell'audio sul set. Collabora generalmente con un microfonista.
- Fonico di missaggio si occupa di miscelare in fase di post-produzione le registrazioni del fonico di presa diretta integrandole con eventuale doppiaggio ed eventuali suoni aggiunti.
- Fonico di doppiaggio è colui che si occupa di registrare i dialoghi da sostituire agli originali.

Il montaggio del suono e la sua composizione è di fondamentale importanza in quanto svolge un ruolo centrale nella post-produzione di un film. Nella presa diretta, quindi, il ruolo di fonico sul set cinematografico è importante poiché "cattura" suoni che altrimenti non si riuscirebbero ad ascoltare allo stesso modo, grazie all'utilizzo differenziato di diversi microfoni.

## Musica
In ambito musicale convivono e interagiscono le seguenti figure professionali:
- Fonico F.o.H. o Fonico di sala (Front of House, ossia "di fronte al palco") che si occupa del missaggio dei segnali audio, analogici e/o digitali provenienti dal palco, e dell'equalizzazione dei vari canali audio per rendere più fedele la riproduzione e consentire al pubblico un ascolto ottimale del concerto.
- Fonico di palco che gestisce gli ascolti dei musicisti sul palco i quali controllano la propria esecuzione e quella dei propri colleghi tramite piccoli diffusori acustici chiamati monitor (in gergo detti "casse spia" o più semplicemente "spie") o tramite cuffie (chiamate "in-ear monitor").
- PA man, nel gergo professionale italiano (o System engineer, in ambito internazionale), un fonico specializzato che realizza la sonorizzazione del luogo in cui si svolge l'evento. Egli sceglie il tipo di impianto più adatto, lo predispone e lo equalizza in modo da correggere difetti di ascolto che eventuali caratteristiche acustiche specifiche della location possono produrre.
- Fonico di presa diretta che registra l'esecuzione musicale che poi, dopo una eventuale rielaborazione effettuata in uno studio, può essere utilizzata per la realizzazione di un CD o di un DVD Live.
- Fonico di messa in onda gestisce invece un missaggio dei suoni diverso da quello del fonico F.o.H., più indirizzato ad un ascolto televisivo o radiofonico;
- Fonico di studio, o Tecnico del suono, si occupa della registrazione, dell'editing, del missaggio e del mastering finale di una esecuzione musicale in uno studio di registrazione destinata alla diffusione di un prodotto discografico. Si può occupare anche della registrazione, editing, missaggio e sincronizzazione di audiovisivi commerciali o artistici, come "jingles", spot o servizi radiotelevisivi nel mondo della pubblicità o dell'informazione.